# Open de Rennes 2007
L'Open de Rennes 2007 è stato un torneo di tennis facente parte della categoria ATP Challenger Series nell'ambito dell'ATP Challenger Series 2007. Il torneo si è giocato a Rennes in Francia dall'8 ottobre 2007 su campi in cemento indoor.

## Vincitori

### Singolare
Philipp Petzschner ha battuto in finale  Gilles Müller con il punteggio di 6–3, 6–4.

### Doppio
Philipp Petzschner /  Björn Phau hanno battuto in finale  Filip Polášek /  Igor Zelenay con il punteggio di 6–2, 6–2.